# Mnesithea mollicoma
Mnesithea mollicoma là một loài thực vật có hoa trong họ Hòa thảo. Loài này được (Hance) A.Camus mô tả khoa học đầu tiên năm 1919.